# Sông Chorna

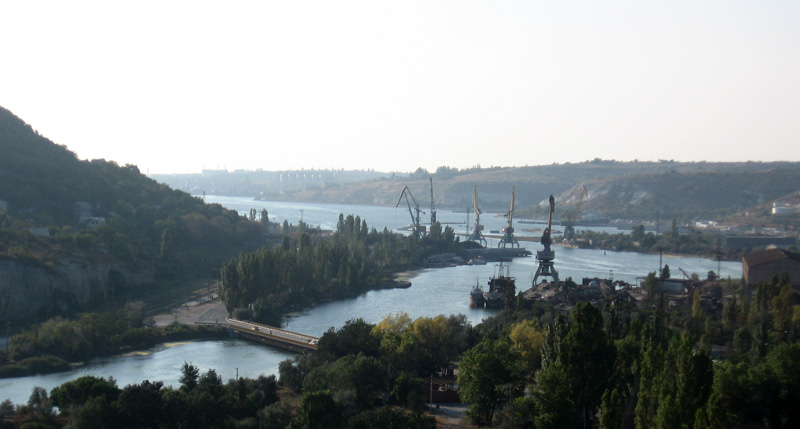
Cửa sông Chorna

Chorna, Chornaya, Chorhun (tiếng Ukraina: Чорна, chuyển tự: Chorna, tiếng Nga: Чёрная, chuyển tự: Chjornaja, tiếng Tatar Krym: Çorğun) hoặc Chernaya là một con sông nhỏ chảy trên bán đảo Krym, Ukraina. Trong tiếng Ukraina và tiếng Nga, tên sông có nghĩa là "Đen". Sông dài 34,5 km.
Sông Chorna bắt nguồn từ thung lũng Baydar ở phía đông bắc thị trấn nhỏ Rodnikivs'ke (44° 28' N 33° 51' EG), chảy đến phía tây thị trấn thì đổ vào một hồ chứa nước. Từ đó dòng sông tiếp tục hành trình về phương tây hướng về thị trấn Inkerman (Belokamensk) rồi đổ vào vịnh Sevastopol.
Sông Chorna là dòng sông lịch sử gắn liền với trận chiến sông Chernaya. Thị trấn Inkerman là địa danh quan trọng trong chiến tranh Krym.